# أفاتشينسكي
أفاتشينسكي (ويعرف أيضاً باسم «أفاتشا» أو «بركان أفاتشا» أو «أفاتشينسكايا سوبكا») هو بركان طبقي نشط يقع في شبه جزيرة كامشاتكا في أقصى شرق روسيا. يقع على مرمى البصر من عاصمة كراي كامشاتكا بتروبافلوفسك (كامشاتكا). نظراً لتاريخه من الثورانات المتفجرة وقربه من المناطق المأهولة بالسكان، يعتبر هذا البركان مع بركان كورياكسكي موضع دراسة خاصة.
كان آخر ثوران له عام 2008. حيث كان ثوراناً صغيراً مقارنةً بالانفجار الكبير من الدرجة الرابعة الذي حدث في عام 1951 حسب مؤشر التفجر البركان.

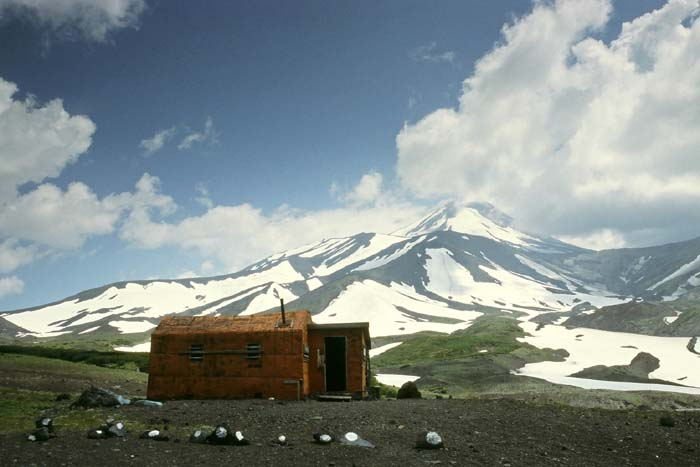
كما يرى من معسكر القاعدة.
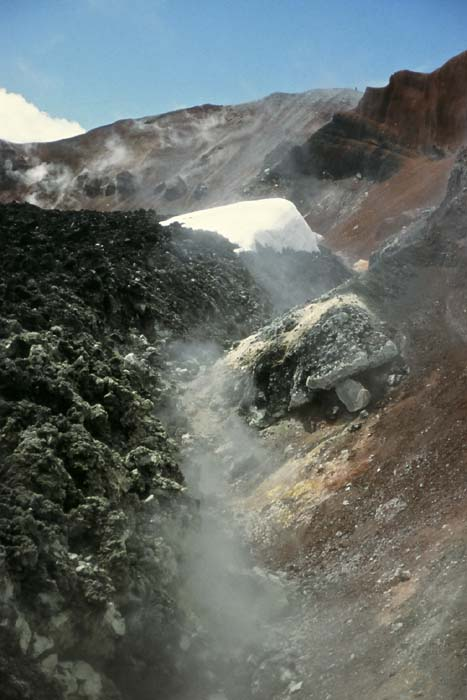
قمة أفاتشينسكي.
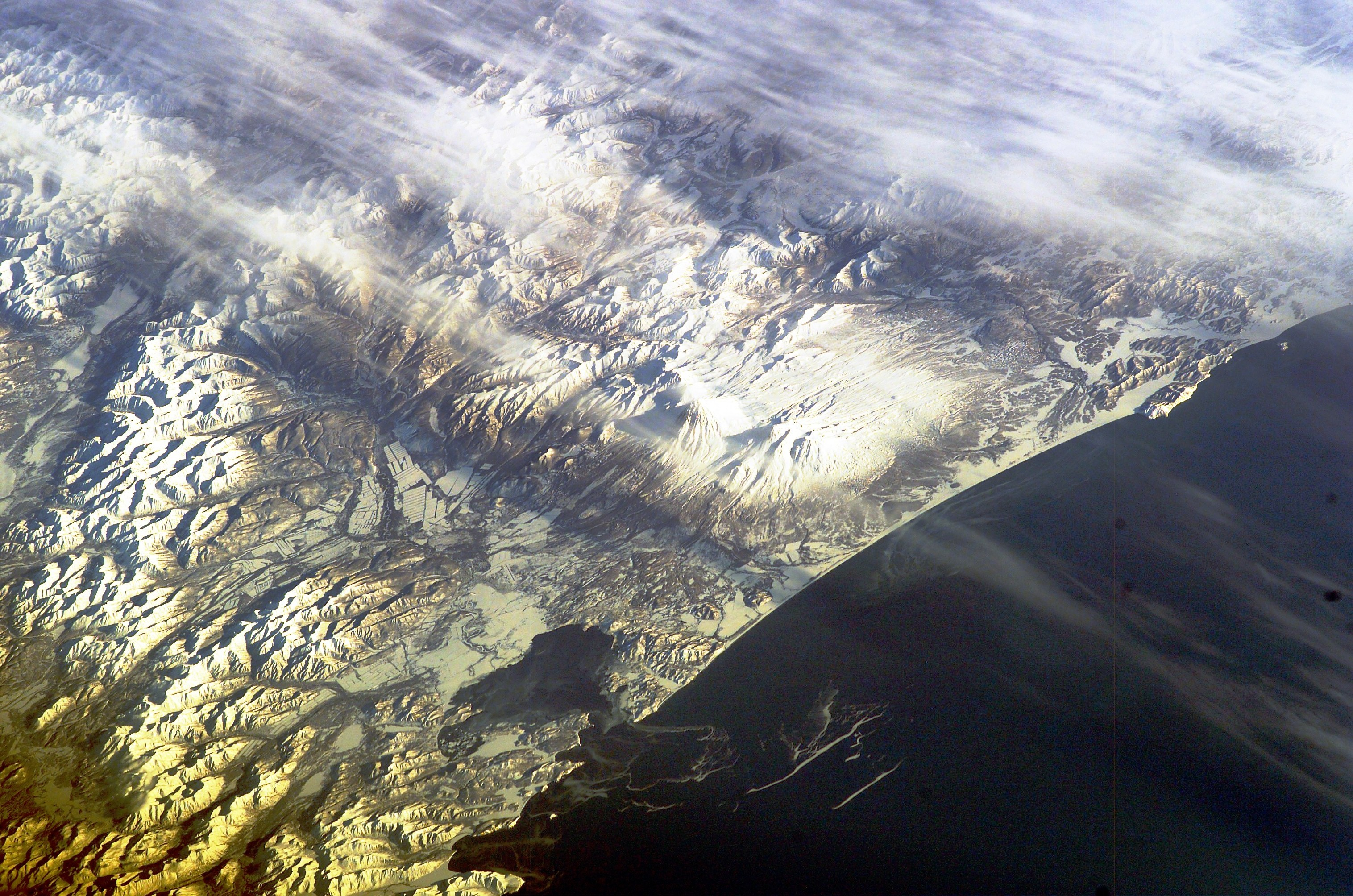
أفاتشينسكي (المركز، أقرب ساحل) كما يرى من الفضاء.
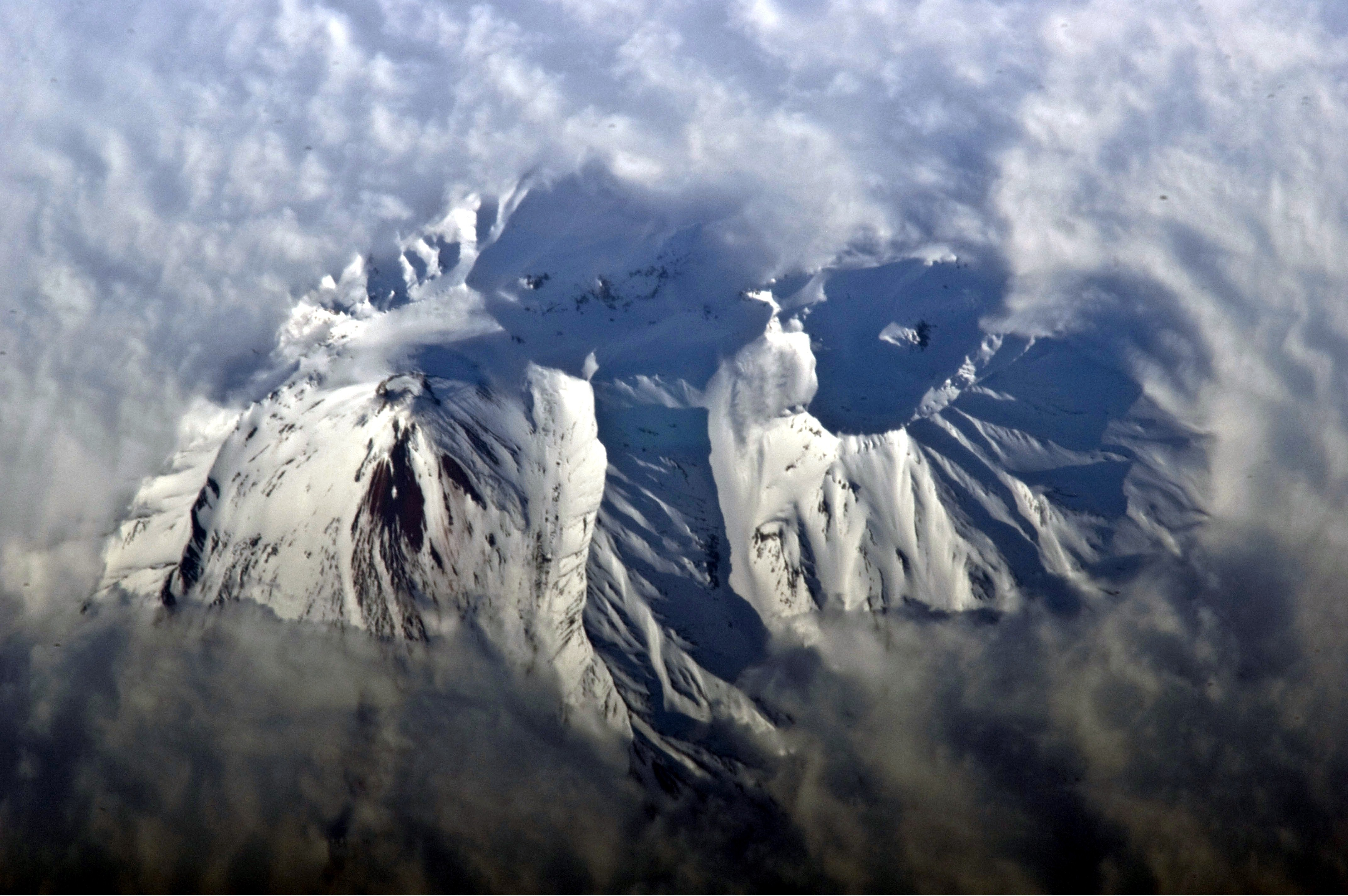
صورة رائد فضاء يسلط الضور على فوهة القمة والمنحدرات المكسوة بالثلوج في أفاتشينسكي.

## نشاطه الحديث
ثار بركان أفاتشينسكي حوالي 16 مرة على الأقل حسب التاريخ المسجل. كانت ثوراناته بشكل عام متفجرة، ونتج عنها دخان بركاني فتاتي ولاهار كانت توجّه إلى الجنوب الغربي بواسطة كالديرا. أما أحدث ثوران كبير له (درجة 4 حسب مؤسر التفجر البركاني) فحدث عام 1945، حيث أطلق حوالي 0.25 كم مكعب من الصهارة. لكن نتج عن هذا البركان بعد ذلك ثورانات صغيرة عامي 1991 و2001.
يشهد البركان زلازل متكررة وتوجد بالقرب من قمته العديد من الدواخن. تبلغ درجة حرارة الغازات المنبعثة منه المقاسة حوالي 400 درجة مئوية. في ضوء قربه من بيتروبافلوفسك-كامتشاتسكي، عرّف هذا البركان ببركان العقد عم 1996 حسب العقد الدولي للأمم المتحدة للحد من الكوارث الطبيعية إلى جانب بركان كورياكسكي.